# Memè Perlini
Amelio „Memè“ Perlini (* 8. Dezember 1947 in Sant’Angelo in Lizzola; † 5. April 2017 in Rom) war ein italienischer Schauspieler, Regisseur und Autor für Film, Bühne und Fernsehen.

## Leben
Memè Perlini trat seit Mitte der 1960er Jahre auf Bühnen des Avantgardetheaters auf; er studierte an der „Accademia delle Belle Arti“ und war für Nino De Tollis in den Spielzeiten 1969/1970 für Bühnenbild und Design zuständig. Im gleichen Jahr begann er sein Wirken als Filmschauspieler, das er zunächst und bis 1972 als Finanzierungsgrundlage für seine Theaterprojekte benutzte. Er war auf der Bühne unter Giancarlo Nanni zu sehen (für den er auch die Kostüme verantwortete) und gründete 1973 mit Antonello Aglioti und Alain Curran das „Teatro La Maschera“, an dem er fortan als Regisseur zahlreiche Stücke inszenierte, die für ihre Provokationen und Entmystifizierungen bekannt wurden. Dabei brachte er Autoren wie Aristophanes, Pirandello und Shakespeare, aber auch Artaud, Bukowski und Bataille auf die Bühne.
Seit 1978 immer wieder als Schauspieler für Kinofilme tätig, inszenierte Perlini auch einige Male für die Leinwand. Seine ersten beiden Filme, die im Abstand von zehn Jahren 1977 und 1987 entstanden, nahmen dabei am Filmfestival von Cannes in der Sektion Un Certain Regard teil. Im neuen Jahrtausend arbeitete Perlini bei Nebbie e delitti 2005 auch für das Fernsehen.

## Filmografie (Auswahl)
Schauspieler
- 1971: Todesmelodie (Giù la testa)
- 1972: Drei Vaterunser für vier Halunken (Il grande duello)
- 1980: Komm zurück, Kleiner! (Voltati Eugenio)
- 1987: Die Nacht kennt keine Zeugen (Notte italiana)
- 1989: Entscheidung für die Liebe (Luisa. Quattro storie di donne)
- 1990: Panama Sugar (Panama Sugar)

Regisseur
- 1977: Grand Hotel des Palmes
- 1996: Dentro il cuore